# Cantonul Cazères
Cantonul Cazères este un canton din arondismentul Muret, departamentul Haute-Garonne, regiunea Midi-Pyrénées, Franța.

## Comune
- Boussens
- Cazères (reședință)
- Couladère
- Francon
- Lescuns
- Marignac-Laspeyres
- Martres-Tolosane
- Mauran
- Mondavezan
- Montberaud
- Montclar-de-Comminges
- Palaminy
- Plagne
- Le Plan
- Saint-Michel
- Sana